# Walter Bressan
Walter Bressan (* 26. Januar 1981 in Oderzo) ist ein italienischer ehemaliger Fußballtorhüter.

## Karriere

### Verein
Bressan unterschrieb seinen ersten Profivertrag 1998 bei Atalanta Bergamo, aus dessen Jugend er kam. Dort kam er jedoch nie zum Einsatz, stattdessen wurde er jeweils an Spezia Calcio und an den FC Treviso verliehen, wo er erste Erfahrungen sammeln konnte und außerdem als erster Platz den Aufstieg in die Serie B feiern konnte. 2003 wechselte er zum AC Pavia in die dritte Liga, hier kam er zu 45 Einsätzen. Nach seinem Wechsel zum US Arezzo Jahr 2005 hütete er 50-mal das Tor und war zwischenzeitlich an den US Grosseto ausgeliehen, wo er Stammtorwart war.
2008 erfolgte der Wechsel zu US Sassuolo, die damals in der Serie B spielten, auch hier war Bressan lange Zeit die Nummer eins zwischen den Pfosten, erst in der Mitte der Saison 2010/11 verlor er seinen Stammplatz an Alberto Pomini und wechselte daher zum Ligakonkurrenten AS Varese, wo er wieder gesetzt war. Mit AS Varese erreichte er die Play-offs der Saison 2011/12, wo man erst im Finale gegen den späteren Aufsteiger Sampdoria Genua scheiterte.
Zu der Saison 2014/15 wurde Bressan vom AC Cesena verpflichtet, die in der Saison zuvor den Aufstieg in die Serie A feiern konnten. Bei Cesena war Bressan jedoch Ersatztorwart, erst am letzten Spieltag kam er zu seinem Serie-A-Debüt gegen den FC Turin, welches jedoch weniger erfolgreich verlief, da das Spiel mit 0:5 verloren ging. 2015 wechselte er als Ersatztorwart zu Chievo Verona. Er ist seit 2017 vereinslos.

### Nationalmannschaft
Er spielte zweimal für die U-18 Italiens.

## Erfolge
- Aufstieg mit FC Treviso in die Serie B:

2002/2003
- Supercoppa di Lega di Prima Divisione mit FC Treviso:

2003